# Adelaide Kemble
Adelaide Kemble (noviembre de 1815 - 4 de agosto de 1879) fue una cantante de ópera británica, famosa durante la primera mitad del siglo XIX. 

## Biografía
Fue la hija menor del actor Charles Kemble, y hermana de la actriz y activista política Fanny Kemble. Su debut en los escenarios de Londres fue en la obra Norma, el 2 de noviembre de 1841. 
En 1843 contrajo matrimonio con Edward John Sartoris,un terrateniente británico y político liberal de ascendencia francesa, retirándose de su corta pero brillante carrera. Kemble escribió el libro A Week in a French Country House en 1867. Su hijo, Algernon Charles Frederick Sartoris, se casó con Ellen (Nellie) Wrenshall Grant, hija del presidente estadounidense Ulysses S. Grant el 21 de mayo de 1874 en la Casa Blanca.
El pintor Frederic Leighton (presidente de la British Royal Academy of Art entre 1878 y 1895) conoció a Kemble en Roma, siendo influido por ella en varios aspectos, particularmente en el área social y musical. Sus veladas musicales inspiraron sin duda las que él celebró anualmente en su casa en Kensington, Londres. La señora Sartoris y el entonces joven artista mantuvieron una estrecha amistad por el resto de su vida.
Leighton pintó varios retratos de su hija, Mary Theodosia Sartoris, quien se casó con Henry Evans Gordon, político, militar y diplomático. Su hija, Margaret Evans-Gordon, se casó con Sir Arthur Stanley, quinto barón de Sheffield; su hija, Pamela Stanley (bisnieta de Adelaide) fue una actriz famosa por sus interpretaciones de la reina Victoria en cine y teatro.